# Czornohorodka
Czornohorodka (ukr. Чорногородка) – wieś na Ukrainie, w obwodzie kijowskim, w rejonie fastowskim, w hromadzie Byszów. W 2001 liczyła 703 mieszkańców, spośród których 675 wskazało jako ojczysty język ukraiński, a 28 rosyjski.